# Rissoella cystophora
Rissoella cystophora is een slakkensoort uit de familie van de Rissoellidae. De wetenschappelijke naam van de soort is voor het eerst geldig gepubliceerd in 1924 door Finlay.